# Hypodryas obscurior
Hypodryas obscurior är en fjärilsart som beskrevs av Hofer 1920. Hypodryas obscurior ingår i släktet Hypodryas och familjen praktfjärilar. Inga underarter finns listade i Catalogue of Life.